# Doina Bumbea
Doina Bumbea (n. 25 ianuarie 1950, București – d. 1997, Phenian) a fost o pictoriță de cetățenie română răpită de agenți nord-coreeni în anul 1978 din Italia.
Doina Bumbea a plecat legal din România comunistă, căsătorindu-se la București cu un cetățean italian, în anul 1970, reușind să se stabilească în Italia. În perioada 1972-1975 studiază și devine absolventă la prestigioasa Accademia di Belle Arti din Roma. În toamna anului 1978, la propunerea unui amic italian, s-a îmbarcat într-un avion spre Tokyo urmând să-și deschidă o expoziție de pictură în capitala Japoniei. Conform relatărilor din autobiografia unui fost dezertor american în Coreea de Nord și apropiat al victimei, Charles Robert Jenkins, zborul său făcea o escală pe aeroportul din Phenian, unde românca a fost reținută de agenți nord-coreeni.
Familia tinerei a aflat despre cele întâmplate abia în anul 2006, când au făcut legătura între relatările lui Jenkins și un documentar produs de BBC ce spunea istoria unui alt dezertor american, James Joseph Dresnok, acesta încă rămas în Coreea de Nord. În documentarul BBC, Crossing the Line (în română, Depășind limita), Dresnok amintește despre prima sa soție de naționalitate est-europeană (fără a fi precis dacă se referă la Doina Bumbea sau nu), cu care a avut doi copii, Ricardo și Gabriel (despre acesta din urmă se crede că a fost botezat după unchiul său, fratele Doinei Bumbea).
Deși Ministerul Afacerilor Externe al României a făcut demersuri pe lângă autoritățile nord-coreene pentru a clarifica situația, acestea au fost ignorate la Phenian. Totuși, cazuri de răpiri de cetățeni străini de către agenți nord-coreeni, despre care se credea în trecut că sunt legende, au fost confirmate oficial de către autoritățile nord-coreene, cum este spre exemplu cazul a 13 cetățeni japonezi, printre care și soția dezertorului Jenkins, persoane cărora li s-a permis să se întoarcă în Japonia.
Doina Bumbea s-a stins din viață din cauza unui cancer pulmonar în ianuarie 1997, la Phenian.